# Каримкари
Каримка́ри (рос. Карымкары) — селище у складі Октябрського району Ханти-Мансійського автономного округу Тюменської області, Росія. Адміністративний центр Каримкарського сільського поселення.
Населення — 956 осіб (2010, 1078 у 2002).
Національний склад станом на 2002 рік: росіяни — 74 %.
Раніше існувало 2 населених пункти — Нові Каримкари та Старі Каримкари.